# Leslie B. Vosshall
Leslie Birgit Vosshall (* 5. Juli 1965 in Lausanne) ist eine deutsch-amerikanische Neurobiologin an der Rockefeller University und am Howard Hughes Medical Institute.

## Leben und Wirken
Vosshall wuchs in Deutschland, Österreich und der Schweiz auf, bevor sie im Alter von 8 Jahren nach New Jersey kam. 1987 erwarb sie an der Columbia University einen Bachelor in Biochemie und 1993 an der Rockefeller University bei dem späteren Nobelpreisträger Michael W. Young einen Ph.D. in Molekulargenetik. Als Postdoktorandin arbeitete sie bei dem späteren Nobelpreisträger Richard Axel, wieder an der Columbia University.
Seit dem Jahr 2000 gehört Leslie B. Vosshall zum Lehrkörper der Rockefeller University. Hier ist sie (Stand 2024) Robin Chemers Neustein Professor of Neurogenetics and Behavior. Von 205 bis 2016 war sie Codirektorin, von 2016 bis 2022 Direktorin des dortigen Kavli Neural Systems Institute. Seit 2008 forscht sie zusätzlich für das Howard Hughes Medical Institute (HHMI), dem sie seit 2022 als Vizepräsidentin in Chief Scientific Officer vorsteht.
Als Doktorandin befasste sie Vosshall unter anderem mit dem Gen Timeless. Vosshall und Mitarbeiter untersuchten zunächst, wie Moskitos ihren Wirt finden und wie ihr Ernährungsverhalten gesteuert wird. Sie konzentrierten sich dabei auf Aedes aegypti, die Gelbfieber, Denguefieber und Zikafieber übertragen und evolutionär eine starke Anziehung gegenüber menschlichen Gerüchen, Wärme und CO2-Abatmung entwickelt haben. Das Gen AaegOr4 codiert für einen Reaktionspartner von Sulcaton (6-Methyl-5-hepten-2-on), das im Körpergeruch des Menschen vorkommt. Der Corezeptor Orco führt dazu, das Menschen anderen nicht-menschlichen Tieren vorgezogen werden. Es konnte dank Vosshalls Arbeiten besser verstanden werden, wie Repellenten wie Diethyltoluamid funktionieren. Das Team von Leslie Vosshall benutzte erstmalig die CRISPR/Cas-Methode bei Aedes aegypti. Jüngere Arbeiten befassen sich mit dem menschlichen Riechen, den genetischen Ursachen von Riechstörungen, der Übersetzung von Geruchsreizen in Geruchswahrnehmungen und der Entwicklung von Tests für Riechstörungen.
Laut Google Scholar hat Vosshall einen h-Index von 67, laut Datenbank Scopus einen von 58 (jeweils Stand Juli 2024).
Leslie Vosshall ist seit 1999 in zweiter Ehe mit dem Neurobiologen Kevin Lee verheiratet.

## Auszeichnungen (Auswahl)
- 2014 Fellow der American Association for the Advancement of Science
- 2015 Mitglied der National Academy of Sciences[7]
- 2020 Pradel Research Award[8]
- 2022 W. Alden Spencer Award[9]
- 2021 Mitglied der National Academy of Medicine[10]
- 2022 Mitglied der American Philosophical Society[11]
- 2023 Perl-UNC Neuroscience Prize[3]
- 2024 Dickson Prize in Medicine[4]